# Nekrolog Oktober 2009
Nekrolog
◄◄
| ◄
| 2005
| 2006
| 2007
| 2008
| 2009 | 2010 | 2011 | 2012 | 2013 | ► | ►►
Januar |
Februar |
März |
April |
Mai |
Juni |
Juli |
August |
September |
Oktober |
November |
Dezember 2009
Weitere Ereignisse | Allgemeiner Nekrolog 2009
Die Beschreibung der verstorbenen Person sollte so kurz wie möglich gehalten sein und nur deren signifikante Tätigkeit(en) enthalten.
Neue Namen ggf. auch unter dem Geburts- und Sterbedatum, also etwa unter 1. Januar und im Geburts- und Sterbejahr (2024) eintragen (nur bei entsprechender großer Wichtigkeit). Für Beispiele siehe die schon vorhandenen Artikel.
Außerdem über die fünf zuletzt Verstorbenen, zu denen es einen ausreichend guten Artikel für eine Präsentation auf der Hauptseite gibt, nach der todesbedingten Überarbeitung der Artikel ggf. auch unter Wikipedia Diskussion:Hauptseite informieren und sie am besten auch in den anderen Wikipedia-Sprachversionen eintragen. Tipp: Regelmäßig bei news.google.de nach „ist tot“, „gestorben“ oder „verstorben“ suchen.
Wenn eine Person gestorben ist, gibt es viele Seiten zu dieser Person in der Wikipedia, die davon auch betroffen sind und entsprechend aktualisiert werden müssen. Beispiele: Namenübersichtsseite, Geburtsjahr, Geburtsort-Seiten und viele mehr.
Wie finde ich die betroffenen Seiten?
Im Suchfeld auf der linken Seite gibt man den Suchbegriff so ein: „Vorname Nachname“. Dann klickt man auf Volltext und alle Seiten mit entsprechendem Suchtext werden aufgerufen. Hier sieht man dann schnell, wo auch das Todesjahr Sinn macht oder sogar ein Teil des Artikels angepasst werden muss. Auch hilft das „Werkzeug“ auf der linken Seite sehr gut, um solche Seiten aufzufinden: „Links auf diese Seite“. Somit ist die Wikipedia wieder aktuell in allen Bereichen! Hinweis: bei Eintragung der Kategorie „Gestorben JAHR“ wird der Missbrauchsfilter 49 ausgelöst, was jedoch nicht schlimm ist. Siehe: Spezial:Missbrauchsfilter/49
Dies ist eine Liste von im Oktober 2009 verstorbenen bekannten Persönlichkeiten. Die Einträge erfolgen innerhalb der einzelnen Daten alphabetisch sortiert. Tiere sind im Nekrolog für Tiere zu finden.

## Oktober
| Tag         | Name                                 | Beruf, bekannt als | Alter      | Beleg   |
| ----------- | ------------------------------------ | --- | ---------- | ------- |
| 1. Oktober  | Hubert Abreß                         | deutscher Verwaltungsbeamter | 86         |         |
| 1. Oktober  | André-Philippe Futa                  | kongolesischer Politiker | 63         | [ 1 ]   |
| 1. Oktober  | Guido Jendritzko                     | deutscher Künstler | 84         | [ 2 ]   |
| 1. Oktober  | Keith Johnson                        | jamaikanischer Diplomat | 88         |         |
| 1. Oktober  | Kazumi Takada                        | japanischer Fußballspieler | 58         |         |
| 1. Oktober  | Otar Tschiladse                      | georgischer Schriftsteller | 76         | [ 3 ]   |
| 1. Oktober  | Cintio Vitier                        | kubanischer Dichter | 88         | [ 4 ]   |
| 2. Oktober  | Hans Brügel                          | deutscher Mediziner | 94         |         |
| 2. Oktober  | Marek Edelman                        | polnischer Arzt, Politiker und Widerstandskämpfer                                                                                        | 90         | [ 5 ]   |
| 2. Oktober  | Jack Evans                           | australischer Politiker | 80         | [ 6 ]   |
| 2. Oktober  | Nat Finkelstein                      | US-amerikanischer Fotograf | 76         | [ 7 ]   |
| 2. Oktober  | Lija Lewitskaja                      | sowjetische bzw. russische Turkologin | 77         | [ 8 ]   |
| 2. Oktober  | Saleh Meki                           | eritreischer Politiker | 61         | [ 9 ]   |
| 2. Oktober  | Peg Mullen                           | US-amerikanische Schriftstellerin | 92         | [ 10 ]  |
| 2. Oktober  | Karl-Heinz Pick                      | deutscher Pianist und Komponist | 80         |         |
| 2. Oktober  | Desmond Plummer                      | britischer Politiker | 95         | [ 11 ]  |
| 2. Oktober  | Rolf Rüssmann                        | deutscher Fußballspieler und -manager | 58         | [ 12 ]  |
| 2. Oktober  | Dieter Seelow                        | deutscher Jazzmusiker | 69         |         |
| 2. Oktober  | Herman D. Stein                      | US-amerikanischer Sozialwissenschaftler                                                                                                  | 92         | [ 13 ]  |
| 2. Oktober  | Harvey Veniot                        | kanadischer Richter und Politiker | 93         | [ 14 ]  |
| 2. Oktober  | Friedrich Vogt                       | deutscher Politiker (SPD), Bürgermeister von Detmold                                                                                     | 88         |         |
| 2. Oktober  | Brunhild Wendel                      | deutsche Politikerin (SPD), MdL | 85         |         |
| 2. Oktober  | Shaun Wylie                          | britischer Mathematiker | 96         | [ 15 ]  |
| 3. Oktober  | Vladimir Beekman                     | estnischer Schriftsteller und Literaturübersetzer                                                                                        | 80         |         |
| 3. Oktober  | Rino Di Silvestro                    | italienischer Filmregisseur | 77         | [ 16 ]  |
| 3. Oktober  | Rainer Egger                         | österreichischer Historiker | 74         |         |
| 3. Oktober  | Fatima el-Sharif                     | libysche Königin (1951–1969) |            |         |
| 3. Oktober  | Hellmut Hofmann                      | österreichischer Hochschullehrer | 87         | [ 17 ]  |
| 3. Oktober  | Jürgen Kellermeier                   | deutscher Journalist | 70         | [ 18 ]  |
| 3. Oktober  | Gisbert Kranz                        | deutscher Publizist | 88         | [ 19 ]  |
| 3. Oktober  | Agustín Landa Verdugo                | mexikanischer Architekt |            |         |
| 3. Oktober  | Ernie Lopez                          | US-amerikanischer Boxer | 64         | [ 20 ]  |
| 3. Oktober  | Fritz Marsch                         | österreichischer Politiker | 83         | [ 21 ]  |
| 3. Oktober  | Gert Mattenklott                     | deutscher Literaturwissenschaftler | 67         | [ 22 ]  |
| 3. Oktober  | Reinhard Mohn                        | deutscher Medienunternehmer | 88         | [ 23 ]  |
| 3. Oktober  | Marjorie Okell                       | britische Hochspringerin | 101        |         |
| 3. Oktober  | Louis Vasile Pușcaș                  | US-amerikanischer Bischof | 94         | [ 24 ]  |
| 3. Oktober  | Edwin Schembri                       | maltesischer Fußballspieler | 79         |         |
| 4. Oktober  | Thomas Fehling                       | schwedischer Jazzmusiker und Architekt                                                                                                   | ≈69        |         |
| 4. Oktober  | Gino Giugni                          | italienischer Politiker | 82         | [ 25 ]  |
| 4. Oktober  | Bernhard Gröschel                    | deutscher Sprachwissenschaftler und Slawist                                                                                              | 70         |         |
| 4. Oktober  | Friedrich Huwyler                    | Schweizer Politiker | 67         | [ 26 ]  |
| 4. Oktober  | Fred Kaan                            | niederländischer Pfarrer und Liedtexter                                                                                                  | 80         | [ 27 ]  |
| 4. Oktober  | Gerhard Kaufhold                     | deutscher Fußballspieler | 80         |         |
| 4. Oktober  | Ernő Kolczonay                       | ungarischer Fechter | 56         | [ 28 ]  |
| 4. Oktober  | James Lin Xili                       | Bischof von Wenzhou, China | 90         | [ 29 ]  |
| 4. Oktober  | Jadwiga Lipińska                     | polnische Ägyptologin | 76         | [ 30 ]  |
| 4. Oktober  | Shōichi Nakagawa                     | japanischer Politiker | 56         | [ 31 ]  |
| 4. Oktober  | Nikiforos                            | griechischer Bischof von Didymoteicho | 78         | [ 32 ]  |
| 4. Oktober  | Toshihira Ōsumi                      | japanischer Schwertschmied | 77         |         |
| 4. Oktober  | Basava Premanand                     | indischer Skeptiker und Rationalist |            |         |
| 4. Oktober  | Günther Rall                         | deutscher Luftwaffenoffizier | 91         | [ 33 ]  |
| 4. Oktober  | Ulrich Reineking                     | deutscher Journalist und Kabarettist | 60         |         |
| 4. Oktober  | Mercedes Sosa                        | argentinische Sängerin | 74         | [ 34 ]  |
| 4. Oktober  | Joseph A. Zilber                     | US-amerikanischer Mathematiker | 86         |         |
| 5. Oktober  | Friedel Helbrecht                    | deutscher Architekt und Fußballspieler                                                                                                   | 76         | [ 35 ]  |
| 5. Oktober  | Michael Alexander                    | britischer Bassist | 32         | [ 36 ]  |
| 5. Oktober  | Rob Bron                             | niederländischer Motorradrennfahrer | 64         | [ 37 ]  |
| 5. Oktober  | James Duesenberry                    | US-amerikanischer Ökonom | 91         |         |
| 5. Oktober  | Israel Gelfand                       | russischer Mathematiker | 96         | [ 38 ]  |
| 5. Oktober  | Giselher Klebe                       | deutscher Komponist | 84         | [ 39 ]  |
| 5. Oktober  | Hugh Lloyd-Jones                     | britischer Altphilologe | 87         | [ 40 ]  |
| 5. Oktober  | Heidi Oetinger                       | deutsche Verlegerin | 100        | [ 41 ]  |
| 5. Oktober  | René Sommer                          | Schweizer Elektronikingenieur | 58         |         |
| 5. Oktober  | Friedrich-Franz Wiese                | deutscher Politiker (LDP), Chemiker sowie Bundesverdienstkreuzträger                                                                     | 80         |         |
| 6. Oktober  | Claus Christian Ahnfeldt-Mollerup    | dänischer Generalmajor | 71         | [ 42 ]  |
| 6. Oktober  | Mircea Angelescu                     | rumänischer Fußballfunktionär und Politiker                                                                                              | 71         | [ 43 ]  |
| 6. Oktober  | Pamela Blake                         | US-amerikanische Schauspielerin | 94         | [ 44 ]  |
| 6. Oktober  | John Cunnison Catford                | schottischer Phonetiker | 92         |         |
| 6. Oktober  | Raymond Federman                     | französisch-amerikanischer Schriftsteller                                                                                                | 81         | [ 45 ]  |
| 6. Oktober  | Bruce Grant                          | US-amerikanisch-französischer Jazzmusiker                                                                                                | 59         | [ 46 ]  |
| 6. Oktober  | Werner Maihofer                      | deutscher Politiker | 90         | [ 47 ]  |
| 6. Oktober  | Donna Mae Mims                       | US-amerikanische Automobilrennfahrerin                                                                                                   | 83         |         |
| 6. Oktober  | Hans-Ulrich Stephan                  | deutscher Theologe, Präses der Evangelischen Kirche im Rheinland                                                                         | 77         |         |
| 6. Oktober  | Gilberto Zaldívar                    | kubanischer Theaterleiter | 75         | [ 48 ]  |
| 7. Oktober  | Hans Birkmeier                       | deutscher Bankmanager | 78         | [ 49 ]  |
| 7. Oktober  | Bikram Keshari Deo                   | indischer Politiker | 57         | [ 50 ]  |
| 7. Oktober  | Karin Jaani                          | estnische Diplomatin | 57         |         |
| 7. Oktober  | Gianfranco Mingozzi                  | italienischer Regisseur | 77         |         |
| 7. Oktober  | Irving Penn                          | US-amerikanischer Fotograf | 92         | [ 51 ]  |
| 7. Oktober  | Volker Pudel                         | deutscher Ernährungsexperte | 65         | [ 52 ]  |
| 7. Oktober  | Shelby Singleton                     | US-amerikanischer Musikproduzent | 77         | [ 53 ]  |
| 7. Oktober  | Gerd Vehres                          | deutscher Diplomat, Botschafter der DDR in Ungarn                                                                                        | 68         |         |
| 7. Oktober  | Helen Watts                          | englische Altistin | 81         | [ 54 ]  |
| 7. Oktober  | Pedro Elias Zadunaisky               | argentinischer Astronom und Mathematiker                                                                                                 | 91         | [ 55 ]  |
| 8. Oktober  | Jacques Chaurand                     | französischer Romanist, Dialektologe, Mediävist und Onomastiker                                                                          | 85         |         |
| 8. Oktober  | Herbert Exenberger                   | österreichischer Bibliothekar und Publizist                                                                                              | 66         |         |
| 8. Oktober  | Gerald Ferguson                      | US-amerikanisch-kanadischer Maler | 72         | [ 56 ]  |
| 8. Oktober  | Mónica Madariaga                     | chilenische Politikerin | 67         | [ 57 ]  |
| 8. Oktober  | Juan Carlos Mareco                   | uruguayischer Schauspieler | 83         | [ 58 ]  |
| 8. Oktober  | Torsten Reißmann                     | deutscher Judoka | 53         | [ 59 ]  |
| 8. Oktober  | Michael Angelo Saltarelli            | US-amerikanischer Bischof von Wilmington                                                                                                 | 76         | [ 60 ]  |
| 8. Oktober  | Abu Talib                            | US-amerikanischer Musiker | 70         | [ 61 ]  |
| 8. Oktober  | Sydney Walling                       | antiguanischer Cricketspieler | 102        | [ 62 ]  |
| 8. Oktober  | Werner Zeussel                       | deutscher Schauspieler | 67         | [ 63 ]  |
| 9. Oktober  | Ottilie Amthauer                     | deutsche Schriftstellerin | 85         |         |
| 9. Oktober  | Francis Baldacchino                  | Bischof von Malindi, Kenia | 73         | [ 64 ]  |
| 9. Oktober  | Norbert Blum                         | deutscher Bildhauer und Hochschullehrer                                                                                                  | 70 oder 71 |         |
| 9. Oktober  | Aldo Buzzi                           | italienischer Autor und Architekt | 99         | [ 65 ]  |
| 9. Oktober  | Jacques Chessex                      | Schweizer Schriftsteller | 75         | [ 66 ]  |
| 9. Oktober  | Tee Holman                           | US-amerikanischer R&B- und Jazzmusiker (Schlagzeug)                                                                                      | 68         |         |
| 9. Oktober  | Stuart Kaminsky                      | US-amerikanischer Schriftsteller | 75         | [ 67 ]  |
| 9. Oktober  | Barry Letts                          | britischer Schauspieler, Filmproduzent und Filmregisseur                                                                                 | 84         | [ 68 ]  |
| 9. Oktober  | Irene Löwenfeld                      | deutsch-amerikanische Wissenschaftlerin                                                                                                  |            |         |
| 9. Oktober  | Alois Pfister                        | Schweizer Bundesrichter | 88         |         |
| 9. Oktober  | Hermann Raich                        | österreichischer Bischof von Wabag, Papua-Neuguinea                                                                                      | 75         | [ 69 ]  |
| 9. Oktober  | Siegfried Rischar                    | deutscher Künstler | 85         | [ 70 ]  |
| 9. Oktober  | Richard W. Sonnenfeldt               | US-amerikanischer Dolmetscher und Ingenieur                                                                                              | 86         | [ 71 ]  |
| 9. Oktober  | Horst Szymaniak                      | deutscher Fußballspieler | 75         | [ 72 ]  |
| 9. Oktober  | Hans-Peter Wirsing                   | deutscher Maler und Grafiker | 71         |         |
| 10. Oktober | Sonny Bradshaw                       | jamaikanischer Musiker | 83         | [ 73 ]  |
| 10. Oktober | Stephen Gately                       | irischer Pop-Sänger | 33         | [ 74 ]  |
| 10. Oktober | Hugo Hegeland                        | schwedischer Ökonom und Politiker | 87         | [ 75 ]  |
| 10. Oktober | Bryan Hopkin                         | britischer Ökonom | 94         | [ 76 ]  |
| 10. Oktober | Sean Lawlor                          | irischer Film- und Theaterschauspieler sowie Dramatiker                                                                                  | 55         |         |
| 10. Oktober | Peter-Heinz Müller-Link              | deutscher Politiker | 88         | [ 77 ]  |
| 10. Oktober | Raymond Schummer                     | luxemburgischer Ringer und Sportfunktionär                                                                                               | 72         |         |
| 10. Oktober | Franz-Xaver Staudigl                 | deutscher Kommunalpolitiker und Heimatschriftsteller                                                                                     | 84         | [ 78 ]  |
| 10. Oktober | Spiros Zodhiates                     | griechisch-US-amerikanischer evangelikaler Theologe, Autor und Missionar                                                                 | 87         |         |
| 11. Oktober | Joan Martí Alanís                    | Bischof von Urgell, Spanien | 80         | [ 79 ]  |
| 11. Oktober | Peter Callanan                       | irischer Politiker | 74         | [ 80 ]  |
| 11. Oktober | Christoph Klauser                    | österreichischer Politiker | 85         | [ 81 ]  |
| 11. Oktober | Gustav Kral                          | österreichischer Fußballspieler | 26         | [ 82 ]  |
| 11. Oktober | Veronika Neugebauer                  | deutsche Schauspielerin und Synchronsprecherin                                                                                           | 40         | [ 83 ]  |
| 11. Oktober | Heinrich Römer                       | Stadtdirektor der Stadt Stolberg (Rheinland)                                                                                             | 77         | [ 84 ]  |
| 11. Oktober | Martin Sicherl                       | deutscher Altphilologe und Humanismusforscher                                                                                            | 94         | [ 85 ]  |
| 12. Oktober | Stan Palk                            | englischer Fußballspieler | 87         | [ 86 ]  |
| 12. Oktober | Alberto Castagnetti                  | italienischer Schwimmer und Schwimmtrainer                                                                                               | 66         | [ 87 ]  |
| 12. Oktober | Mildred Cohn                         | US-amerikanische Biochemikerin | 96         | [ 88 ]  |
| 12. Oktober | Heinz Gernot                         | deutscher Künstler und Bildhauer | 88         |         |
| 12. Oktober | Joachim Georg Görlich                | deutscher Musiker, Komponist und Journalist                                                                                              | 78         |         |
| 12. Oktober | Israel Gohberg                       | sowjetisch-israelischer Mathematiker | 81         | [ 89 ]  |
| 12. Oktober | Vladimir Havsky                      | russisch-chinesisch-amerikanischer Pianist                                                                                               | 86         | [ 90 ]  |
| 12. Oktober | Enrique Miret Magdalena              | spanischer Theologe | 95         | [ 91 ]  |
| 12. Oktober | Winston Mankunku                     | südafrikanischer Jazzsaxophonist | 66         |         |
| 12. Oktober | Brendan Mullen                       | britischer Nachtklubbesitzer, Musikpromoter und Autor                                                                                    | 60         | [ 92 ]  |
| 12. Oktober | Klaus-Peter Nabein                   | deutscher Leichtathlet | 49         | [ 93 ]  |
| 12. Oktober | Dickie Peterson                      | US-amerikanischer Rockmusiker | 61         | [ 94 ]  |
| 12. Oktober | Joe Roland                           | US-amerikanischer Jazzmusiker | 89         |         |
| 12. Oktober | Frank Vandenbroucke                  | belgischer Radrennfahrer | 34         | [ 95 ]  |
| 12. Oktober | Bruno Beger                          | deutscher Anthropologe und „Rassenforscher“                                                                                              | 98         |         |
| 12. Oktober | Franco Villa                         | italienischer Kameramann |            |         |
| 13. Oktober | Arne Bakker                          | norwegischer Fußball- und Bandyspieler                                                                                                   | 79         | [ 96 ]  |
| 13. Oktober | Götz Beck                            | deutscher Sprachwissenschaftler | 75         | [ 97 ]  |
| 13. Oktober | Dietrich von Bothmer                 | deutsch-US-amerikanischer Archäologe | 90         | [ 98 ]  |
| 13. Oktober | Gerd Volker Heene                    | deutscher Architekt und Hochschullehrer                                                                                                  | 83         |         |
| 13. Oktober | Al Martino                           | US-amerikanischer Sänger | 82         | [ 99 ]  |
| 13. Oktober | Daniel Melnick                       | US-amerikanischer Filmproduzent | 77         | [ 100 ] |
| 13. Oktober | Karl-Hermann Neumann                 | deutscher Agrarwissenschaftler und Biochemiker                                                                                           | 73         | [ 101 ] |
| 13. Oktober | Stefan T. Pinternagel                | deutscher Schriftsteller | 44         |         |
| 13. Oktober | Jan Vanden Bloock                    | belgischer Diplomat | 87         | [ 102 ] |
| 13. Oktober | Richard T. Whitcomb                  | US-amerikanischer Ingenieur | 88         |         |
| 13. Oktober | Ted Williams                         | US-amerikanischer Fotograf | 84         | [ 103 ] |
| 13. Oktober | Hendrik Witbooi                      | namibischer Politiker (SWAPO); Vizepremierminister Namibias; Nama-Kaptein                                                                | 75         |         |
| 13. Oktober | Werner Zandt                         | deutscher Leichtathlet und Fußballspieler                                                                                                | 81         |         |
| 13. Oktober | Lü Zhengcao                          | chinesischer General | 104        | [ 104 ] |
| 14. Oktober | Robert Kirchner                      | deutscher Maler, Grafiker und Lithograf sowie Holzbildhauer                                                                              | 69         |         |
| 14. Oktober | Lou Albano                           | US-amerikanischer Wrestler | 76         | [ 105 ] |
| 14. Oktober | Orfila Bardesio                      | uruguayische Dichterin | 87         |         |
| 14. Oktober | Antônio do Carmo Cheuiche            | Weihbischof in Porto Alegre, Brasilien                                                                                                   | 82         | [ 106 ] |
| 14. Oktober | Simone Frost                         | deutsche Schauspielerin | 51         | [ 107 ] |
| 14. Oktober | Clyde Hare                           | US-amerikanischer Fotograf | 82         |         |
| 14. Oktober | Wolfgang Ketterer                    | deutscher Kunsthändler | 89         | [ 108 ] |
| 14. Oktober | Martyn Sanderson                     | neuseeländischer Schauspieler | 71         | [ 109 ] |
| 14. Oktober | Bruce Wasserstein                    | US-amerikanischer Investmentbanker | 61         | [ 110 ] |
| 14. Oktober | Collin Wilcox                        | US-amerikanische Schauspielerin | 74         | [ 111 ] |
| 15. Oktober | Alfred Aichinger                     | österreichischer Politiker (SPÖ), Mitglied des Bundesrates                                                                               | 75         | [ 112 ] |
| 15. Oktober | Werner Ballarin                      | deutscher Kunsthistoriker | 73         | [ 113 ] |
| 15. Oktober | Wilby Fletcher                       | US-amerikanischer Jazzmusiker | 54         |         |
| 15. Oktober | Josias Kumpf                         | österreichischer KZ-Wächter | 84         | [ 114 ] |
| 15. Oktober | Jakob Neumann                        | deutscher Direktor der Deutschen Schule in Bukarest (DAS) und Generalschulinspektor im rumänischen Ministerium für Unterricht und Kultur | 89         |         |
| 15. Oktober | Elizabeth Clare Prophet              | US-amerikanische Sektenführerin | 70         | [ 115 ] |
| 15. Oktober | Emil Rached                          | brasilianischer Basketballspieler und Schauspieler                                                                                       | 66         | [ 116 ] |
| 15. Oktober | Heinz Versteeg                       | deutscher Fußballspieler | 70         | [ 117 ] |
| 16. Oktober | Robert William Davis                 | US-amerikanischer Politiker | 77         |         |
| 16. Oktober | Meilė Lukšienė                       | litauische Literaturwissenschaftlerin | 96         | [ 118 ] |
| 16. Oktober | Horst Niesters                       | deutscher Fotograf und Falkner | 72         | [ 119 ] |
| 16. Oktober | Marian Przykucki                     | Erzbischof von Stettin-Cammin, Polen | 85         | [ 120 ] |
| 16. Oktober | Peggy Stone                          | Jazzpianistin | 102        |         |
| 17. Oktober | Diana Elles, Baroness Elles          | britische Politikerin | 88         | [ 121 ] |
| 17. Oktober | Fridolin Gnädinger                   | deutscher Tierarzt und Imker | 88         | [ 122 ] |
| 17. Oktober | Jay W. Johnson                       | US-amerikanischer Politiker | 66         |         |
| 17. Oktober | Louisa Mark                          | britische Sängerin | 49         |         |
| 17. Oktober | Herbert Martius                      | deutscher Maler und Grafiker | 85         |         |
| 17. Oktober | Norma Fox Mazer                      | US-amerikanische Schriftstellerin | 78         |         |
| 17. Oktober | Vic Mizzy                            | US-amerikanischer Filmmusikkomponist | 93         | [ 123 ] |
| 17. Oktober | Rosanna Schiaffino                   | italienische Schauspielerin | 69         | [ 124 ] |
| 17. Oktober | Louis Stevens                        | US-amerikanischer Ingenieur | 84         |         |
| 17. Oktober | Brian Campbell Vickery               | britischer Informations- und Klassifikations-Wissenschaftler                                                                             | 91         |         |
| 18. Oktober | Alma Brock-Smith                     | US-amerikanisch-kanadische Pianistin und Musikpädagogin                                                                                  | 101        |         |
| 18. Oktober | Flurin Darms                         | Schweizer Schriftsteller | 90         |         |
| 18. Oktober | Ludovic Kennedy                      | britischer Journalist und Buchautor | 89         | [ 125 ] |
| 18. Oktober | Adriaan Kortlandt                    | niederländischer Biologe | 91         | [ 126 ] |
| 18. Oktober | Ignacio Ponseti                      | spanischer Mediziner | 95         | [ 127 ] |
| 18. Oktober | Barbara Ratthey                      | deutsche Schauspielerin | 69         | [ 128 ] |
| 18. Oktober | Nur Ali Schuschtari                  | iranischer Brigadegeneral, Kommandeur bei der iranischen Revolutionsgarde                                                                |            |         |
| 18. Oktober | Nancy Spero                          | US-amerikanische Künstlerin | 83         | [ 129 ] |
| 18. Oktober | Heinrich Will                        | deutscher Speerwerfer | 82         | [ 130 ] |
| 17. Oktober | Doreen Blumhardt                     | neuseeländische Töpferin, Fotografin und Kunstpädagogin                                                                                  | 95         |         |
| 19. Oktober | Muharrem Candaş                      | türkischer Ringer |            |         |
| 19. Oktober | Kurt Geiger                          | deutscher Politiker (CDU), MdL und Landrat des Landkreises Tuttlingen                                                                    | 95         |         |
| 19. Oktober | Werner Heubeck                       | deutsch-britischer Verkehrsfachmann | 85         | [ 131 ] |
| 19. Oktober | Vladimír Klokočka                    | tschechoslowakischer Politiker und Jurist                                                                                                | 80         | [ 132 ] |
| 19. Oktober | Milda Lauberte                       | lettische Schachspielerin | 91         |         |
| 19. Oktober | Raphael Littauer                     | US-amerikanischer Physiker | 83         |         |
| 19. Oktober | Kurt Meissner                        | deutscher Politiker | 85         | [ 133 ] |
| 19. Oktober | Octávio Moraes                       | brasilianischer Fußballspieler | 86         | [ 134 ] |
| 19. Oktober | Jürgen Reichen                       | Schweizer Reformpädagoge |            |         |
| 19. Oktober | Gabriel Rossi                        | französischer Fußballspieler | 79         |         |
| 19. Oktober | Alberto Testa                        | italienischer Komponist, Sänger und Liedtexter                                                                                           | 82         |         |
| 19. Oktober | Howard Unruh                         | US-amerikanischer Amokläufer | 88         | [ 135 ] |
| 19. Oktober | Karl-Heinz Vosteen                   | deutscher Mediziner und emeritierter Ordinarius für HNO-Heilkunde der Universität Düsseldorf                                             | 84         |         |
| 19. Oktober | Joseph Wiseman                       | kanadischer Schauspieler | 91         | [ 136 ] |
| 20. Oktober | Karl Bernert                         | deutscher Heimat- und Bauforscher | 82         |         |
| 20. Oktober | Attila Dargay                        | ungarischer Animator und Zeichentrickfilmregisseur                                                                                       | 82         | [ 137 ] |
| 20. Oktober | Clifford P. Hansen                   | US-amerikanischer Politiker | 97         | [ 138 ] |
| 20. Oktober | Yasuko Harada                        | japanische Schriftstellerin | 81         |         |
| 20. Oktober | Leszek Nowak                         | polnischer Philosoph | 66         | [ 139 ] |
| 20. Oktober | Jef Nys                              | belgischer Comiczeichner | 82         | [ 140 ] |
| 20. Oktober | Doreen Reid Nakamarra                | australische Malerin |            | [ 141 ] |
| 20. Oktober | Juri Rjasanow                        | russischer Turner | 22         | [ 142 ] |
| 20. Oktober | Ulrich Steinhilper                   | deutscher Erfinder und Autor | 91         |         |
| 20. Oktober | Karl Wolfsgruber                     | Südtiroler Priester, Denkmalpfleger und Hochschullehrer                                                                                  | 92         | [ 143 ] |
| 21. Oktober | Rolf Babiel                          | deutsch-US-amerikanischer Gastronom | 57         | [ 144 ] |
| 21. Oktober | Mohammed Knut Bernström              | schwedischer Diplomat und Koranübersetzer                                                                                                | 89         | [ 145 ] |
| 21. Oktober | Johanna Clas                         | deutsche Schauspielerin und Regisseurin                                                                                                  | 78         |         |
| 21. Oktober | Heinz Czechowski                     | deutscher Lyriker | 74         | [ 146 ] |
| 21. Oktober | Lionel Davidson                      | britischer Schriftsteller | 87         | [ 147 ] |
| 21. Oktober | Hans Derben                          | deutscher Politiker (CDU), MdL | 82         |         |
| 21. Oktober | Helmut Kewitz                        | deutscher Pharmakologe | 89         | [ 148 ] |
| 21. Oktober | Sirone                               | US-amerikanischer Jazzmusiker | 69         | [ 149 ] |
| 21. Oktober | Giuliano Vassalli                    | italienischer Politiker | 94         | [ 150 ] |
| 22. Oktober | Maryanne Amacher                     | US-amerikanische Komponistin | 71         | [ 151 ] |
| 22. Oktober | Daan Bekker                          | südafrikanischer Boxer | 77         | [ 152 ] |
| 22. Oktober | Pierre Chaunu                        | französischer Historiker | 86         | [ 153 ] |
| 22. Oktober | Fritz Csoklich                       | österreichischer Journalist | 80         | [ 154 ] |
| 22. Oktober | Irene Kaminka Fischer                | österreichisch-amerikanische Mathematikerin und Geodätin                                                                                 | 102        |         |
| 22. Oktober | Ray Lambert                          | walisischer Fußballspieler | 87         | [ 155 ] |
| 22. Oktober | Lester Luborsky                      | US-amerikanischer Psychotherapieforscher                                                                                                 | 89         |         |
| 22. Oktober | Carole Roussopoulos                  | Schweizer Filmregisseurin | 64         | [ 156 ] |
| 22. Oktober | Suchart Chaovisith                   | thailändischer Politiker | 69         | [ 157 ] |
| 22. Oktober | Libero Tresoldi                      | Bischof von Crema, Italien | 88         | [ 158 ] |
| 22. Oktober | Fritz Vogelgsang                     | deutscher Übersetzer | 79         | [ 159 ] |
| 22. Oktober | George Patrick Ziemann               | Bischof von Santa Rosa in California, USA                                                                                                | 68         | [ 160 ] |
| 23. Oktober | Busso von Alvensleben                | deutscher General | 81         |         |
| 23. Oktober | Marianne Buder                       | deutsche Bibliothekarin | 62         |         |
| 23. Oktober | Renate Drucker                       | deutsche Historikerin | 92         | [ 161 ] |
| 23. Oktober | Ferdinand Dux                        | deutscher Schauspieler | 89         | [ 162 ] |
| 23. Oktober | Walther Fürst                        | deutscher Jurist | 97         | [ 163 ] |
| 23. Oktober | Karin Hempel-Soos                    | deutsche Schriftstellerin | 70         | [ 164 ] |
| 23. Oktober | Lou Jacobi                           | kanadischer Schauspieler | 95         | [ 165 ] |
| 23. Oktober | Richard Kittler                      | österreichischer Komponist und Pädagoge                                                                                                  | 85         |         |
| 23. Oktober | Rolf Krumsiek                        | deutscher Politiker | 75         | [ 166 ] |
| 23. Oktober | George Maltese                       | amerikanischer Mathematiker | 78         |         |
| 23. Oktober | Guido Zurli                          | italienischer Filmregisseur | 80         | [ 167 ] |
| 24. Oktober | Werner Gurtner                       | Schweizer Ingenieur und Geodät | 60         |         |
| 24. Oktober | Georg Gyarmathy                      | schweizerisch-ungarischer Maschinenbauingenieur, Hochschullehrer und Generalkonsul                                                       | 76         |         |
| 25. Oktober | Camillo Cibin                        | vatikanischer Sicherheitschef | 83         | [ 168 ] |
| 25. Oktober | Fritz Darges                         | deutscher Adjutant Adolf Hitlers | 96         | [ 169 ] |
| 25. Oktober | Leslie Geddes                        | US-amerikanischer Medizintechniker | 88         | [ 170 ] |
| 25. Oktober | Chittaranjan Kolhatkar               | indischer Schauspieler | 86         | [ 171 ] |
| 25. Oktober | Ingeborg Mello                       | argentinische Leichtathletin | 90         | [ 172 ] |
| 25. Oktober | Heinz-Klaus Metzger                  | deutscher Musiktheoretiker | 77         | [ 173 ] |
| 25. Oktober | Lázaro Pérez Jiménez                 | Bischof von Celaya, Mexiko | 66         | [ 174 ] |
| 25. Oktober | Rolf Rettich                         | deutscher Grafiker | 80         | [ 175 ] |
| 25. Oktober | Wolfgang Ritter                      | deutscher Verwaltungsjurist | 82         | [ 176 ] |
| 25. Oktober | Gertrude Wagner                      | österreichische Schachschiedsrichterin                                                                                                   | 84         |         |
| 26. Oktober | Daniel Acharuparambil                | Erzbischof von Verapoly, Indien | 70         | [ 177 ] |
| 26. Oktober | Teel Bivins                          | US-amerikanischer Politiker und Botschafter                                                                                              | 61         |         |
| 26. Oktober | Otto Kehr                            | deutscher Pfarrer | 95         |         |
| 26. Oktober | Jürgen Ladenburger                   | deutscher Drehbuchautor und Filmregisseur                                                                                                |            |         |
| 26. Oktober | Orhan Onar                           | türkischer Richter, Präsident des Verfassungsgerichts der Türkei                                                                         | 86         |         |
| 26. Oktober | Karl Schaifers                       | deutscher Astronom | 87         |         |
| 26. Oktober | Olaf Scheuring                       | deutscher Autor, Regisseur und Schauspieler                                                                                              | 56         |         |
| 26. Oktober | Hans Rudolf Siemoneit                | deutscher Kantor, Redakteur und Musikdozent                                                                                              | 82         | [ 178 ] |
| 26. Oktober | Miloslav Švandrlík                   | tschechischer Schriftsteller | 77         | [ 179 ] |
| 26. Oktober | Manfred Sybertz                      | deutscher Politiker (SPD), MdB | 79         |         |
| 26. Oktober | Muraki Yoshirō                       | japanischer Kostüm- und Szenenbildner | 85         |         |
| 27. Oktober | Rudolf Anheuser                      | deutscher Basketballschiedsrichter | 84         | [ 180 ] |
| 27. Oktober | Pamela Birch                         | britische Musikerin | 65         | [ 181 ] |
| 27. Oktober | Roy DeCarava                         | US-amerikanischer Fotograf | 89         |         |
| 27. Oktober | Hans W. Fasching                     | österreichischer Jurist, Richter und Universitätsprofessor                                                                               | 86         |         |
| 27. Oktober | Manfred Horch                        | deutscher lutherischer Theologe und Geistlicher                                                                                          | 61         |         |
| 27. Oktober | Leopold Graf von Rothkirch und Trach | deutscher Land- und Forstwirt, Offizier und Pferdesportler                                                                               | 85         | [ 182 ] |
| 27. Oktober | Stacy Rowles                         | US-amerikanische Jazzmusikerin | 54         | [ 183 ] |
| 27. Oktober | Reinhold Weier                       | deutscher katholischer Theologe | 81         |         |
| 27. Oktober | Paul Zamecnik                        | US-amerikanischer Biochemiker und Molekularbiologe                                                                                       | 96         | [ 184 ] |
| 28. Oktober | Ingvar Carlsson                      | schwedischer Rallyefahrer | 62         | [ 185 ] |
| 28. Oktober | Heiner Gautschy                      | Schweizer Journalist | 91         | [ 186 ] |
| 28. Oktober | Theodor Hassek                       | österreichischer Komponist und Musiker                                                                                                   | 80         |         |
| 28. Oktober | Martin Hornstein                     | österreichischer Cellist | 54         | [ 187 ] |
| 28. Oktober | Ilarion von Dorostol                 | bulgarischer Metropolit | 96         | [ 188 ] |
| 28. Oktober | Leslie King                          | Bahnradsportler aus Trinidad und Tobago                                                                                                  | 59         | [ 189 ] |
| 28. Oktober | Luís Kondor                          | Ordensgeistlicher in Fátima | 81         | [ 190 ] |
| 28. Oktober | René Marigil                         | spanischer Radrennfahrer | 81         | [ 191 ] |
| 28. Oktober | Taylor Mitchell                      | kanadische Folksängerin | 19         | [ 192 ] |
| 28. Oktober | Jerry Morris                         | britischer Epidemiologe | 99         |         |
| 28. Oktober | Tibor Tolnay                         | rumänisch-ungarischer Maler | 77         |         |
| 29. Oktober | Russell Lincoln Ackoff               | US-amerikanischer Organisationstheoretiker                                                                                               | 90         |         |
| 29. Oktober | Bei Shizhang                         | chinesischer Biologe | 106        | [ 193 ] |
| 29. Oktober | Jean-François Bergier                | Schweizer Sozial- und Wirtschaftshistoriker                                                                                              | 77         | [ 194 ] |
| 29. Oktober | Luis Fernando Castillo Mendez        | brasilianischer Geistlicher, Patriarch der Katholisch-Apostolischen Kirche Brasiliens                                                    | 86         | [ 195 ] |
| 29. Oktober | Jan Gąsienica-Ciaptak                | polnischer alpiner Skirennläufer und Skispringer                                                                                         | 86         |         |
| 29. Oktober | Olav Hodne                           | norwegischer Missionar und Autor | 88         | [ 196 ] |
| 29. Oktober | Jürgen Rieger                        | deutscher Rechtsanwalt und Politiker | 63         | [ 197 ] |
| 29. Oktober | Beat Rüedi                           | Schweizer Eishockeyspieler und Skirennfahrer                                                                                             | 89         | [ 198 ] |
| 29. Oktober | David C. Treen                       | US-amerikanischer Politiker | 81         | [ 199 ] |
| 30. Oktober | Juvenal Amarijo                      | brasilianischer Fußballspieler | 85         | [ 200 ] |
| 30. Oktober | Kurt Bächtold                        | Schweizer Politiker | 90         | [ 201 ] |
| 30. Oktober | Hans Bay                             | deutscher Politiker | 96         | [ 202 ] |
| 30. Oktober | Mike Beck                            | US-amerikanischer Rapper | 36         |         |
| 30. Oktober | Laszlo Berkeczy                      | rumänisch-deutscher Bildhauer | 84         |         |
| 30. Oktober | Norton Buffalo                       | US-amerikanischer Bluesmusiker (Mundharmonika)                                                                                           | 58         |         |
| 30. Oktober | Helmut Finke                         | deutscher Musiker | 86         |         |
| 30. Oktober | Renate Herfurth                      | deutsche Gebrauchsgrafikerin, Buchgestalterin und Illustratorin in Leipzig                                                               | 66         |         |
| 30. Oktober | Josef Karlík                         | tschechischer Schauspieler und Theaterpädagoge                                                                                           | 81         |         |
| 30. Oktober | Hans Helmut Kornhuber                | deutscher Neurologe | 81         | [ 203 ] |
| 30. Oktober | Claude Lévi-Strauss                  | französischer Anthropologe und Ethnologe                                                                                                 | 100        | [ 204 ] |
| 30. Oktober | Cristina Pereira                     | portugiesische Beachvolleyballspielerin                                                                                                  | 41         | [ 205 ] |
| 30. Oktober | Elin Reissmüller                     | deutsche Verlegerin | 95         | [ 206 ] |
| 30. Oktober | František Veselý                     | tschechoslowakischer Fußballspieler | 65         | [ 207 ] |
| 30. Oktober | Rudolf Walter                        | deutscher Komponist, Kirchenmusiker und Hochschullehrer                                                                                  | 91         |         |
| 31. Oktober | Chen Lin                             | chinesische Sängerin | 39         | [ 208 ] |
| 31. Oktober | Amin Howeidi                         | ägyptischer Politiker | 88         |         |
| 31. Oktober | Lee Hu-rak                           | südkoreanischer Geheimdienstchef und Politiker                                                                                           | 85         | [ 209 ] |
| 31. Oktober | Franz Pöggeler                       | deutscher Hochschullehrer der Pädagogik                                                                                                  | 82         | [ 210 ] |
| 31. Oktober | Roque Adames Rodríguez               | Bischof von Santiago de los Caballeros, Dominikanische Republik                                                                          | 80         | [ 211 ] |
| 31. Oktober | Helmut Schwarz                       | österreichischer Regisseur, Dramaturg und Schriftsteller                                                                                 | 81         |         |
| 31. Oktober | António Sérgio                       | portugiesischer Radiomoderator und Musikjournalist                                                                                       | 59         |         |
| 31. Oktober | Qian Xuesen                          | chinesischer Raketentechniker | 97         | [ 212 ] |
| 31. Oktober | Jan Wejchert                         | polnischer Medienunternehmer | 59         |         |
| 31. Oktober | Heinz Werner                         | deutscher Schiedsrichter | 63         | [ 213 ] |
|             | Suse Graf                            | deutsche Schauspielerin | 94         |         |
|             | Hans-Joachim Radde                   | deutscher Diplomat der DDR | 82         |         |